# Gouagouassou

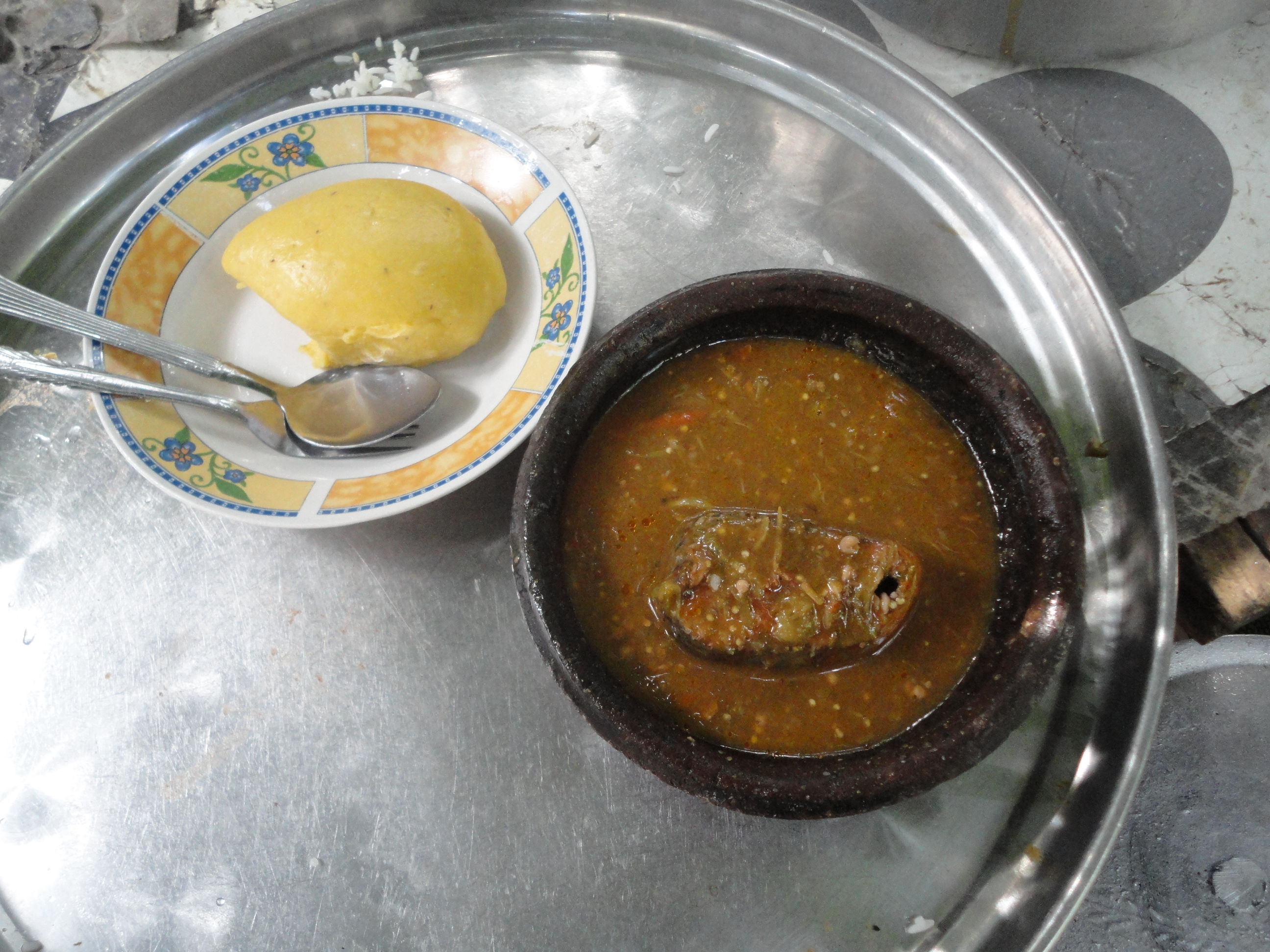
Foutou à la sauce gouagouassou

Le gouagouassou est un terme de cuisine ivoirienne désignant le mélange de deux ingrédients ou deux sauces pour obtenir une nouvelle sauce.

## La composition/réalisation
Les sauces de la cuisine ivoirienne étant généralement composées d'un seul élément qui donne son nom à la sauce (ex: sauce arachide, sauce djoumgblé, sauce gombo [pour le gombo frais],...). Le terme gouagouassou est issu du baoulé, langue parlée par un groupe ethnique de la Côte d'Ivoire.

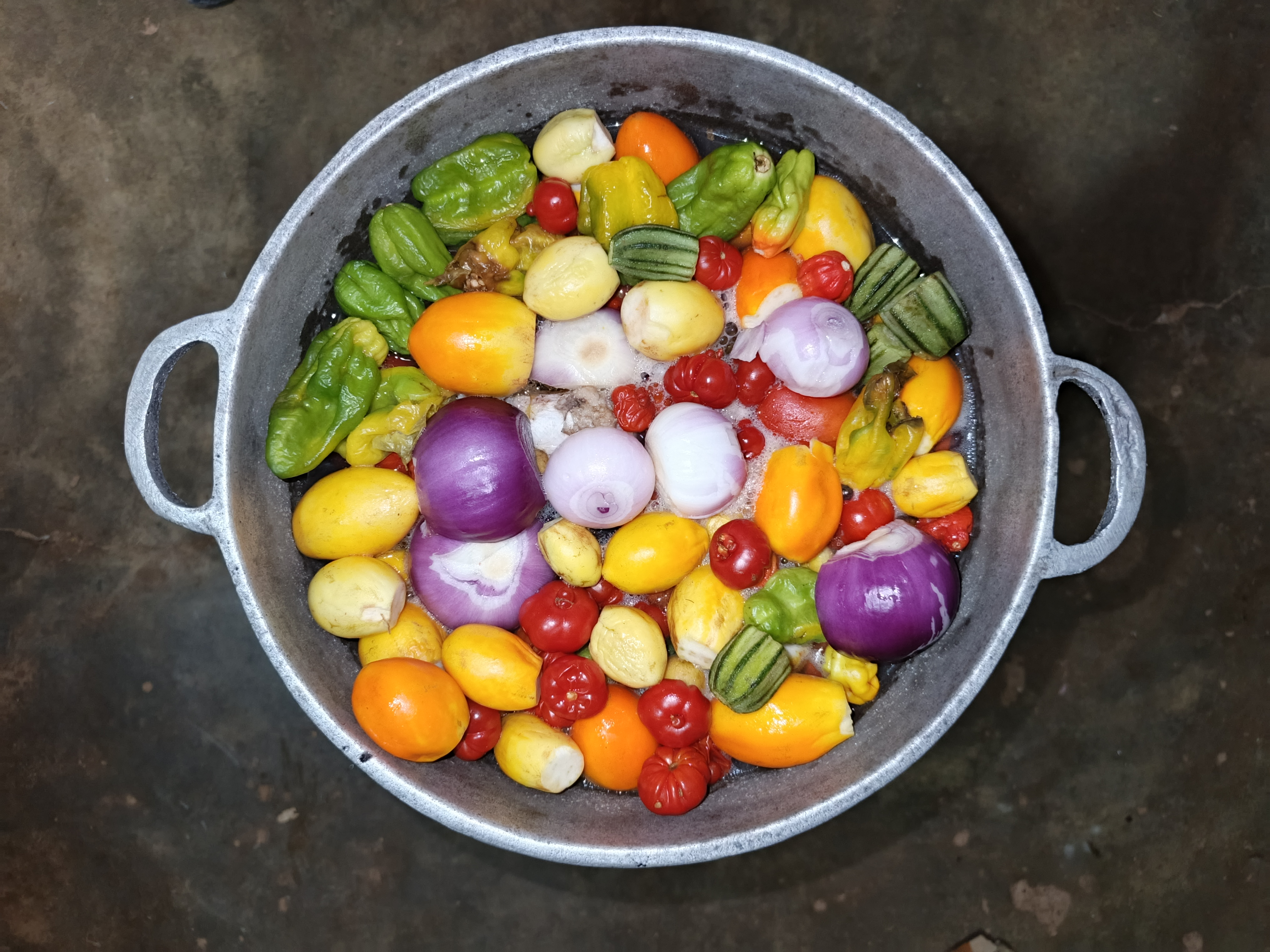
Ingrédient pour la sauce gouagouassou

## Exemples
Parmi les gouagouassous les plus fréquents on retrouve les mélanges suivant de sauce (ou juste les ingrédients) :
- graine (graines de palme) - gombo frais
- djoumgblé - gnangnan

## Galerie

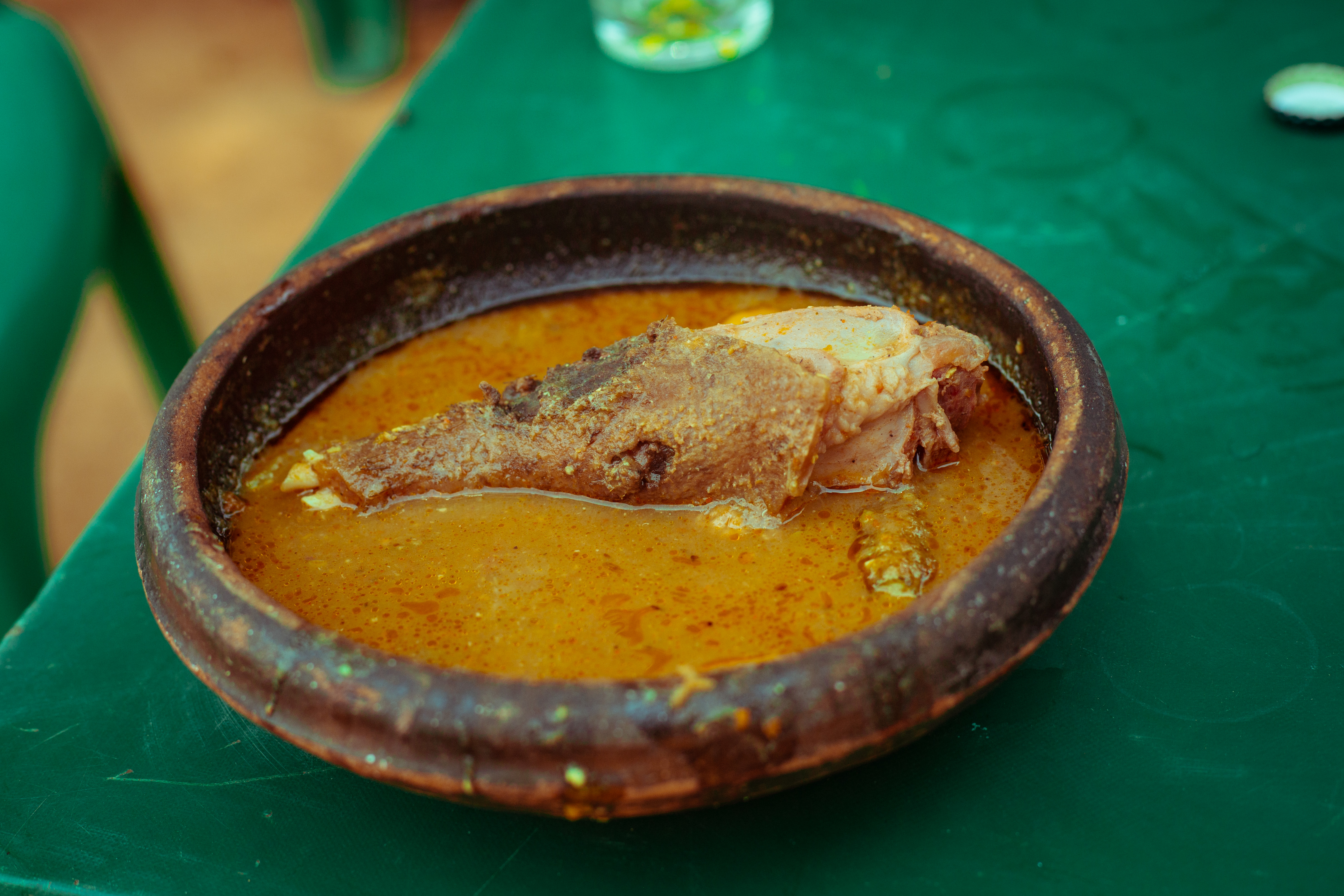
Sauce gouagouassou plus la viande de brousse

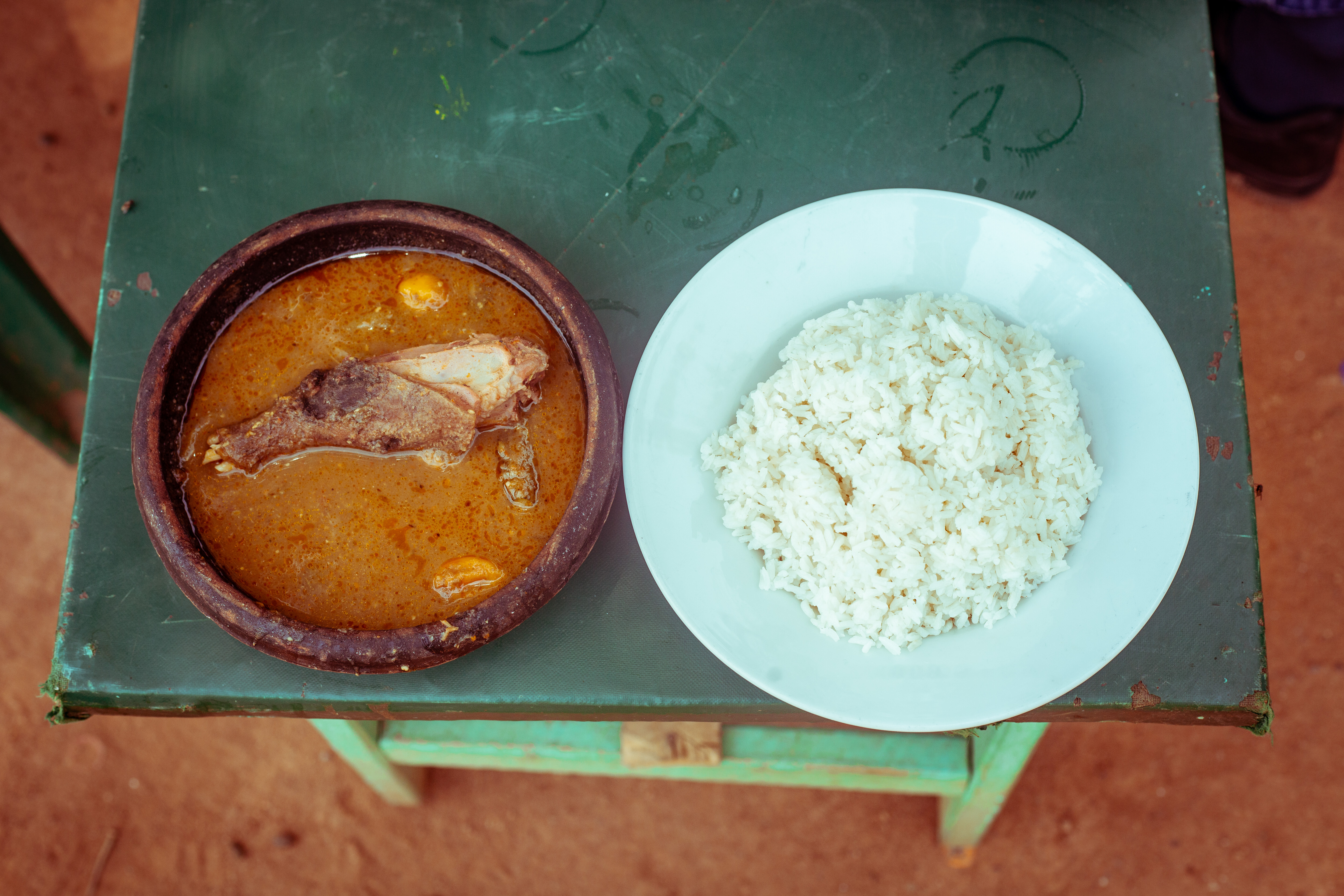
Sauce gouagouassou accompagné de riz dans un restaurant à Bouaké